# مارسيلو هيريرا (لاعب كرة قدم)
مارسيلو هيريرا (بالإسبانية: Marcelo Herrera)‏ (5 أكتوبر 1966 في الأرجنتين - ) هو مدرب كرة قدم ولاعب كرة قدم أرجنتيني في مركز الوسط. لعب مع خميناسيا خوخوي وفيليز سارسفيلد وميامي فيوشن ونادي أتليتيكو بيلغرانو وأتليتكو بلاتينسي ‏ وGimnasia y Tiro ‏.

## وصلات خارجية
- مارسيلو هيريرا على موقع الدوري الأمريكي (الإنجليزية)
- مارسيلو هيريرا على موقع قاعدة بيانات كرة القدم.إي يو (الإنجليزية)
- مارسيلو هيريرا على موقع Soccerway.com (الإنجليزية)